# Apostolic Churches of Jesus Christ
Apostolic Churches of Jesus Christ var ett tidigare trossamfund inom den amerikanska oneness-rörelsen, bildat 1925.
1927 deltog man i en enhetskonferens med två andra pingstkyrkor inom samma rörelse, Emmanuel's Church in Jesus Christ och Pentecostal Ministerial Alliance. Konferensen hölls i Guthrie, Oklahoma och resulterade i ett samgående mellan de båda förstnämnda kyrkorna.
Det nya samfundet, med det snarlika namnet Apostolic Church of Jesus Christ, kom från starten att omfatta omkring 400 pastorer.